# Anton Ryger
Anton Ryger, též Antonín Ryger (28. března 1810 Napajedla – 1. prosince 1887 Holešov), byl rakouský a český právník a politik německé národnosti, v 2. polovině 19. století poslanec Říšské rady.

## Biografie
Vystudoval práva na Františkově univerzitě v Olomouci. Dne 17. května 1831 získal titul doktora práv. Působil jako vychovatel v šlechtických rodinách. Později byl činný jako advokát v Olomouci, Opavě a Vídni. Následně byl úředníkem u zemského soudu a advokát a notář v Rohrbachu v Horních Rakousích. Od roku 1852 působil coby advokát a notář v moravském Holešově.
Po obnovení ústavního systému vlády se zapojil i do politické činnosti. V zemských volbách v roce 1861 byl zvolen za poslance Moravského zemského sněmu za městskou kurii, obvod Kroměříž. Opětovně byl zemským poslancem zvolen i v roce 1867, nyní za kurii venkovských obcí, obvod Šumperk, Wiesenberg a Staré Město. Zemský sněm ho delegoval i do Říšské rady (tehdy ještě volené nepřímo) za kurii městskou. Opětovně byl zemským sněm do vídeňského parlamentu vyslán roku 1867. Uspěl i v prvních přímých volbách do Říšské rady roku 1873 za městskou kurii, obvod Hranice, Lipník atd. K roku 1861 se uvádí jako advokát, bytem v Holešově.
V zákonodárných sborech patřil k provídeňské Ústavní straně, odmítající federalistické aspirace neněmeckých etnik. Na mandát zemského poslance rezignoval někdy na přelomu let 1879 a 1880. V říjnu 1879 byl zvolen za člena zemské komise pro upravení daně pozemkové. V červnu 1880 již se uvádí mezi rezignovavšími poslanci.
Zemřel v prosinci 1887. Český tisk ho v posmrtné vzpomínce zařadil mezi odpůrce naše.